# Nel van Vliet
Petronella ("Nel") van Vliet (Hilversum, 17 de janeiro de 1926-Naarden, 4 de janeiro de 2006) foi uma nadadora holandesa, ganhadora de uma medalha de ouro nos Jogos Olímpicos de Londres em 1948.
Foi recordista mundial dos 200 metros peito entre 1946 e 1950.